# Лешинари Новог света
Лешинари Новог света (лат. Cathartiformes) представљају ред птица грабљивица који чине стрвинари Новог света и сада ишчезла породица Teratornithidae. Понекад се ове птице класификују као део реда орлова и јастребова, мада се данас углавном сматрају одвојеним, али блиским редовима, који заједно чине кладус Accipitrimorphae. У прошлости су сматрани сестринском групом реда рода, што је било базирано на ДНК хибридизацији и морфологији.